# MacOS Mojave
macOS Mojave （マックオーエス モハベ）は、Mac用のオペレーティングシステムであるmacOSの15番目のメジャーリリース。バージョンナンバーは10.14。macOS High Sierraの後継として、2018年6月4日のWWDC 2018で発表された。macOS High Sierra同様に無償配布されている。

## 概要
Apple News、Voice Memos、Home、そして新しいダークモードを搭載したmacOSの最初のバージョンであり、iOSとの連携も強化された。まずデベロッパー版が有料の開発メンバー向けにダウンロードが開始され、2018年6月26日からパブリックベータ版が公開された。2018年9月12日のAppleスペシャルイベントで、9月25日にリリースされると発表された。
名前はカリフォルニア州、ユタ州、ネバダ州、アリゾナ州にまたがるモハーヴェ砂漠から付けられた。

## システム要件
macOS Mojaveは、Metal (API)をサポートしたMacが必要である。そのため、インストール対象はMid 2012以降のMac機種に限られる。ただしMac ProのMid 2010とMid 2012については、Metalに対応したグラフィックボードを装着することで対応が可能である。
- MacBook:2015以降
- MacBook Pro: mid 2012以降
- MacBook Air: mid 2012以降
- Mac mini: late 2012以降
- iMac: late 2012以降
- iMac Pro: 2017以降
- Mac Pro: late 2013以降
  - Metal (API)対応のグラフィックボードを装着すればMid 2010-2012モデルにも対応

## 特徴
これまでのmacOS同様に、The Open Groupに正式に認定されたUNIXである。
更新・追加された多数の書体・フォントが付属する。

### システム

#### 32ビットアプリケーションソフトウェア
macOS High Sierraで非推奨とされた32ビットアプリケーションが動作する最後のmacOSとなっており、この次のOSであるmacOS Catalinaでは、32ビットアプリケーションが動作しなくなった（これにより、Mac App Storeからも32ビットアプリケーションが削除され、完全に64ビットアプリ専用となった）。

#### OpenGLおよびOpenCLの非推奨化[8]
OpenGLとOpenCLを利用するアプリケーションはmacOS Mojaveで引き続き動作するが、非推奨となる。 OpenGLを使用するゲームやグラフィックスを多く使用するアプリケーションでは、今後はMetalを採用することになる。 同様に、計算タスクでOpenCLを使用するアプリケーションでは、MetalおよびMetal Performance Shaderを採用する必要がある。

#### Fusion DriveとハードディスクのAPFS対応
macOS MojaveではインストールできるボリュームがAPFSに限られるため（HFS Plusから自動変換される）、macOS High Sierraでは非対応とされたFusion Driveとハードディスクについても、APFSに対応する。

#### セキュリティの強化
システム整合性保護、ユーザのデータ保護、プライバシー保護の強化。

### 追加機能

#### ダークモード
macOS Mojaveユーザーは、ダークモードに切り替えるとデスクトップUIを黒い配色に変えることができ、コントロールはバックグラウンドに後退し、ユーザーのコンテンツに焦点を当てることができる 。ユーザーは明るい画面か暗い画面かを切り替えることができ、メール、メッセージ、マップ、カレンダー、写真などの添付Macアプリケーションにはすべてダークモードのデザインが含まれる。macOS Mojaveには、デスクトップの壁紙を時刻に合わせ自動変更する新しいダイナミックデスクトップが搭載されている。 開発者がダークモードを実装できるように、APIが用意される。

#### Create ML
Create MLは、Mac上でカスタムの機械学習モデルを作成し、訓練するための新技術である。 Create MLでSwiftやmacOSのPlaygroundsなどの使い慣れたツールを使用して、自分のモデルを訓練しやすくできる。

#### デスクトップおよびFinder
デスクトップ スタックは、ファイルタイプに基づいて自動的にファイルをグループとして積み重ねることで、複雑なデスクトップを整理する。 ユーザーは、日付やタグなどの他のファイル属性に基づいてソートするようにスタックをカスタマイズ可能である。 Finderは、ユーザーがファイルを視覚的にブラウズできるようにする新しいGallery View（Cover Flowを置き換える）はmacOS Mojaveの重要なアップデートの一つであり、プレビューウインドウにファイルのメタデータがすべて表示される。

#### FaceTimeの進化
グループチャットで最大同時に32人でのビデオ会議が可能になる。参加者はいつでも追加することができる。会話がアクティブであれば後で参加し、iPhone、iPad、Macのビデオやオーディオを使用して参加することもできる。Apple WatchのFaceTimeオーディオで参加も可能である。

#### Mac App Store
macOS MojaveのMac App Storeは全面的にリニューアルされた。
新しいデザインは、「見つける」タブで新しいアプリケーションや更新されたアプリケーションを強調表示し、創作、作品、プレイ、開発のタブではユーザが特定のプロジェクトや目的のアプリケーションを見つけやすくなる。

### Boot Camp
Boot Camp経由でインストールできる Microsoft Windowsは、Microsoft Windows 10のみとなり、Windows 7や Windows 8.1はサポート対象外となった。

### 廃止された機能
どこでもMy Mac

## バージョン履歴
| バージョン | Build   | リリース日                         | Darwinバージョン             | リリースノート | 単体アップデータ                                              |
| ---------- | ------- | ---------------------------------- | ---------------------------- | --- | ------------------------------------------------------------- |
| 10.14      | 18A391  | 2018年9月25日                      | 18.0.0                       | macOS Mojave 10.14 Release Notes macOS Mojave 10.14 のセキュリティコンテンツについて |                                                               |
| 10.14.1    | 18B75   | 2018年10月30日                     | 18.2.0 xnu-4903.221.2~2      | macOS Mojave 10.14.1 のセキュリティコンテンツについて | macOS Mojave アップデート10.14.1                              |
| 10.14.2    | 18C54   | 2018年12月5日                      | 18.2.0 xnu-4903.231.4~2      | macOS Mojave 10.14.2 Release Notes macOS Mojave 10.14.2のセキュリティコンテンツについて | macOS Mojave 10.14.2 Update                                   |
| 10.14.3    | 18D42   | 2019年1月22日                      | 18.2.0 xnu-4903.241.1~4      | macOS Mojave 10.14.3 Release Notes macOS Mojave 10.14.3のセキュリティコンテンツについて | macOS Mojave 10.14.3 Update                                   |
| 10.14.3    | 18D109  | 2019年2月7日                       | 18.2.0 xnu-4903.241.1~4      | macOS Mojave 10.14.3 追加アップデートのセキュリティコンテンツについて |                                                               |
| 10.14.4    | 18E226  | 2019年3月25日                      | 18.5.0 xnu-4903.251.3~3      | macOS Mojave 10.14.4 Release Notes macOS Mojave 10.14.4のセキュリティコンテンツについて | macOS Mojave 10.14.4 Update macOS Mojave 10.14.4 Combo Update |
| 10.14.4    | 18E2034 | -                                  | 18.5.0 xnu-4903.251.3~3      | iMac 2019専用 |                                                               |
| 10.14.5    | 18F132  | 2019年5月13日                      | 18.6.0 xnu-4903.261.4~2      | macOS Mojave のアップデートの新機能 macOS Mojave 10.14.5 Release Notes macOS Mojave 10.14.5、セキュリティアップデート 2019-003 High Sierra、セキュリティアップデート 2019-003 Sierra のセキュリティコンテンツについて | macOS Mojave 10.14.5 Update macOS Mojave 10.14.5 Combo Update |
| 10.14.5    | 18F203  | 2019年5月22日                      |                              | MacBook Pro 向け macOS Mojave 10.14.5 追加アップデート |                                                               |
| 10.14.6    | 18G84   | 2019年7月22日                      | 18.7.0 xnu-4903.270.47~4     | macOS Mojave 10.14.6 Release Notes macOS Mojave 10.14.6のセキュリティコンテンツについて | macOS Mojave 10.14.6 Update macOS Mojave 10.14.6 Combo Update |
| 10.14.6    | 18G103  | 2019年9月26日                      | 18.7.0 xnu-4903.271.2~2      | macOS Mojave 10.14.6 追加アップデート 2、セキュリティアップデート 2019-005 High Sierra、セキュリティアップデート 2019-005 Sierra のセキュリティコンテンツについて                                                     | macOS Mojave 10.14.6 Supplemental Update                      |
| 10.14.6    | 18G1012 | 2019年10月29日                     | 18.7.0 xnu-4903.278.12~4     | macOS Catalina 10.15.1、セキュリティアップデート 2019-001、セキュリティアップデート 2019-006 のセキュリティコンテンツについて                                                                                         |                                                               |
| 10.14.6    | 18G2022 | 2019年12月10日                     | 18.7.0 xnu-4903.278.19~1     | macOS Catalina 10.15.2、セキュリティアップデート 2019-002 Mojave、セキュリティアップデート 2019-007 High Sierra のセキュリティコンテンツについて                                                                      |                                                               |
| 10.14.6    | 18G3020 | 2020年1月28日                      | 18.7.0 xnu-4903.278.25~1     | macOS Catalina 10.15.3、セキュリティアップデート 2020-001 Mojave、セキュリティアップデート 2020-001 High Sierra のセキュリティコンテンツについて                                                                      |                                                               |
| 10.14.6    | 18G4032 | 2020年3月24日                      | 18.7.0 xnu-4903.278.28~1     | macOS Catalina 10.15.4、セキュリティアップデート 2020-002 Mojave、セキュリティアップデート 2020-002 High Sierra のセキュリティコンテンツについて                                                                      |                                                               |
| 10.14.6    | 18G5033 | 2020年5月26日                      | 18.7.0 xnu-4903.278.35~1     | macOS Catalina 10.15.5、セキュリティアップデート 2020-003 Mojave、セキュリティアップデート 2020-003 High Sierra | セキュリティアップデート2020-003 (Mojave)                     |
| 10.14.6    | 18G6020 | 2020年7月15日                      | 18.7.0 xnu-4903.278.43~1     | macOS Catalina 10.15.6、セキュリティアップデート 2020-004 Mojave、セキュリティアップデート 2020-004 High Sierra のセキュリティコンテンツについて                                                                      |                                                               |
| 10.14.6    | 18G6032 | 2020年9月24日2020年10月1日(再公開) | 18.7.0 xnu-4903.278.44~1     | macOS Catalina 10.15.7、セキュリティアップデート 2020-005 High Sierra、セキュリティアップデート 2020-005 Mojave のセキュリティコンテンツについて macOS 10.14.6 追加アップデートのセキュリティコンテンツについて       | セキュリティアップデート 2020-005 (Mojave)                    |
| 10.14.6    | 18G6042 | 2020年11月12日                     | 18.7.0 xnu-4903.278.44.0.2~1 | セキュリティアップデート 2020-006 High Sierra、セキュリティアップデート 2020-006 Mojave のセキュリティコンテンツについて                                                                                              |                                                               |
| 10.14.6    | 18G7016 | 2020年12月14日                     | 18.7.0 xnu-4903.278.51~1     | macOS Big Sur 11.1、セキュリティアップデート 2020-001 Catalina、セキュリティアップデート 2020-007 Mojave のセキュリティコンテンツについて                                                                             |                                                               |
| 10.14.6    | 18G8012 | 2021年2月1日                       | 18.7.0 xnu-4903.278.56~1     | macOS Big Sur 11.2、セキュリティアップデート 2021-001 Catalina、セキュリティアップデート 2021-001 Mojave のセキュリティコンテンツについて                                                                             |                                                               |
| 10.14.6    | 18G8022 | 2021年2月9日                       | 18.7.0 xnu-4903.278.56~1     | macOS Big Sur 11.2.1、macOS Catalina 10.15.7 追加アップデート、macOS Mojave 10.14.6 セキュリティアップデート 2021-002 のセキュリティコンテンツについて                                                                |                                                               |
| 10.14.6    | 18G9028 | 2021年4月26日                      | 18.7.0 xnu-4903.278.65~1     | セキュリティアップデート 2021-003 Mojave のセキュリティコンテンツについて | セキュリティアップデート 2021-003 (Mojave)                    |
| 10.14.6    | 18G9216 | 2021年5月24日                      | 18.7.0 xnu-4903.278.68~1     | セキュリティアップデート 2021-004 Mojave のセキュリティコンテンツについて | セキュリティアップデート 2021-004 (Mojave)                    |
| 10.14.6    | 18G9323 | 2021年7月21日                      | 18.7.0 xnu-4903.278.70~1     | セキュリティアップデート 2021-005 Mojave のセキュリティコンテンツについて | セキュリティアップデート 2021-005 (Mojave)                    |